# Milton Bradley Company
Pour les articles homonymes, voir Milton Bradley (homonymie) et Bradley.
Milton Bradley Company (plus connue sous le nom de MB) est une compagnie américaine éditrice de jeux, principalement de société, mais également de jeux vidéo. Elle appartient à Hasbro.

## Historique
La Milton Bradley Company est fondée en 1860 par Milton Bradley à Springfield dans le Massachusetts. Il commence par faire une lithographie d'Abraham Lincoln alors candidat à la présidence des États-Unis. S'efforçant de trouver une nouvelle façon d'utiliser sa machine à lithographie, Bradley rend visite à son ami George Tapley.

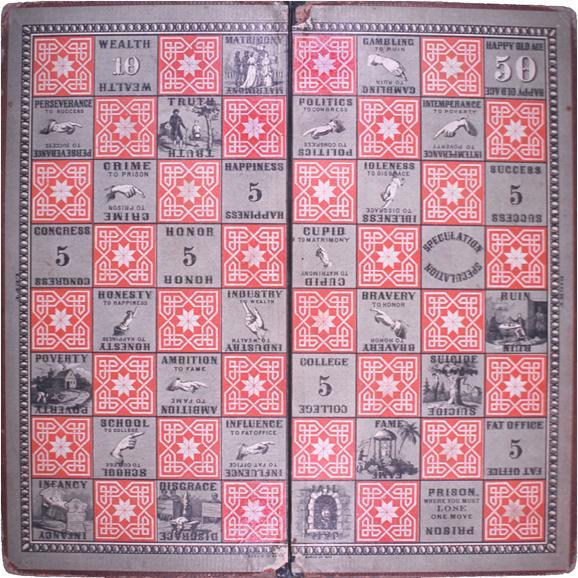
Plateau original du jeu The Checkered Game of Life.

En 1861, Milton Bradley commercialise The Checkered Game of Life, qui rencontre le succès (plus de 45 000 exemplaires vendus en un an), si bien que dès 1880, la compagnie s'agrandit et commence à faire des puzzles. Durant la Guerre de Sécession, la compagnie crée les premiers jeux aux États-Unis ayant pour thème les voyages. Bradley était convaincu que les jeux de société étaient l'avenir de son entreprise. Son ami Georges Tapley prend contrôle de La Milton Bradley Company durant les années 1870 et devient président de la société. Pendant ce temps, Bradley est un défenseur du concept de l'école maternelle, et lui et sa conjointe deviennent les premiers professeurs à Springfield pour ce type d'enseignement et leurs enfants en sont les premiers étudiants.
The Checkered Game of Life deviendra en 1960 The Game of Life, plus connu en français sous le nom de Destins,. Les joueurs utilisaient dorénavant une roulette au lieu de dés en raison de l'association négative avec les jeux d'argent.
En 1968, MB achète la société Playskool basée à Chicago. 
En 1984, la société est fragilisée financièrement et le conglomérat britannique Hanson Trust lance une OPA hostile. Des investisseurs non identifiés bloquent l'OPA en achetant d'importantes parts de MB mais augmentent les craintes d'une autre OPA. MB accepte en mai 1984 d'être achetée par Hasbro pour 360 millions d'USD mettant un terme  à 124 ans de contrôle en tant que propriété familiale.
En 1988, Milton Bradley sort le jeu de société Mall of Madness qui verra des mises à jour en 1989, 1996 et 2004.
En 2009, Hasbro met fin aux marques MB et Parker, publiant désormais les jeux sous la marque Hasbro.

## Casse-tête
- 3D Krimi-Puzzle, Spiel des Jahres  meilleur jeu solitaire 1995

## Jeux de société majeurs
- Destins, 1861-1960, Milton Bradley
- Yahtzee, 1956, Edwin S. Lowe
- Attrap'Souris, 1963, Marvin Glass
- Docteur Maboul, 1965, John Spinello
- Twister, 1966, Charles Foley et Neil W. Rabens
- Pièges !, 1971
- Puissance 4, 1974
- Simon, 1978
- Qui est-ce ?, 1979
- Buteur, 1981
- Excellence, 1984
- Le manoir hanté, 1985
- Hotel, 1986, Denys Fisher
- L'île infernale, 1986, Chuck Kennedy, Bruce Lund
- Les Mystères de Pékin, 1987, Mary Danby
- Intrigues à Venise, 1988, Alex Randolph et Leo Colovini, Spiel des Jahres  plus beau jeu 1988
- Indix, 1988
- HeroQuest, 1989, Stephen Baker
- Taboo, 1989, Brian Hersch, Mensa Select Mind Games  1990
- Scattergories, 1990, Mensa Select Mind Games  1990
- Space Crusade, 1990, Steven Baker
- La Course à l'héritage, 1995, Michael Marra, David Wyman
- Heroscape, 2004, Rob Daviau, Craig Van Ness et Stephen Baker

## Jeux vidéo
- Sea Duel (1980) pour la Microvision
- Survival Run (1983) pour l'Atari 2600
- Spitfire Attack (1983) pour l'Atari 2600
- California Games (1989) pour la NES
- Captain Skyhawk (1989) pour la NES
- Marble Madness (1989) pour la NES
- World Games (1989) pour la NES
- Jordan vs. Bird: One on One (1989) pour la NES
- Abadox (1990) pour la NES
- Time Lord (1990) pour la NES
- Digger T. Rock: Legend of the Lost City (1990) pour la NES
- Cabal (1990) pour la NES

MB a édité pour la NES un total de 10 jeux vidéo, en majorité développé par Rare.

## Console de jeux vidéo
- Vectrex
- Microvision